# Botucatu

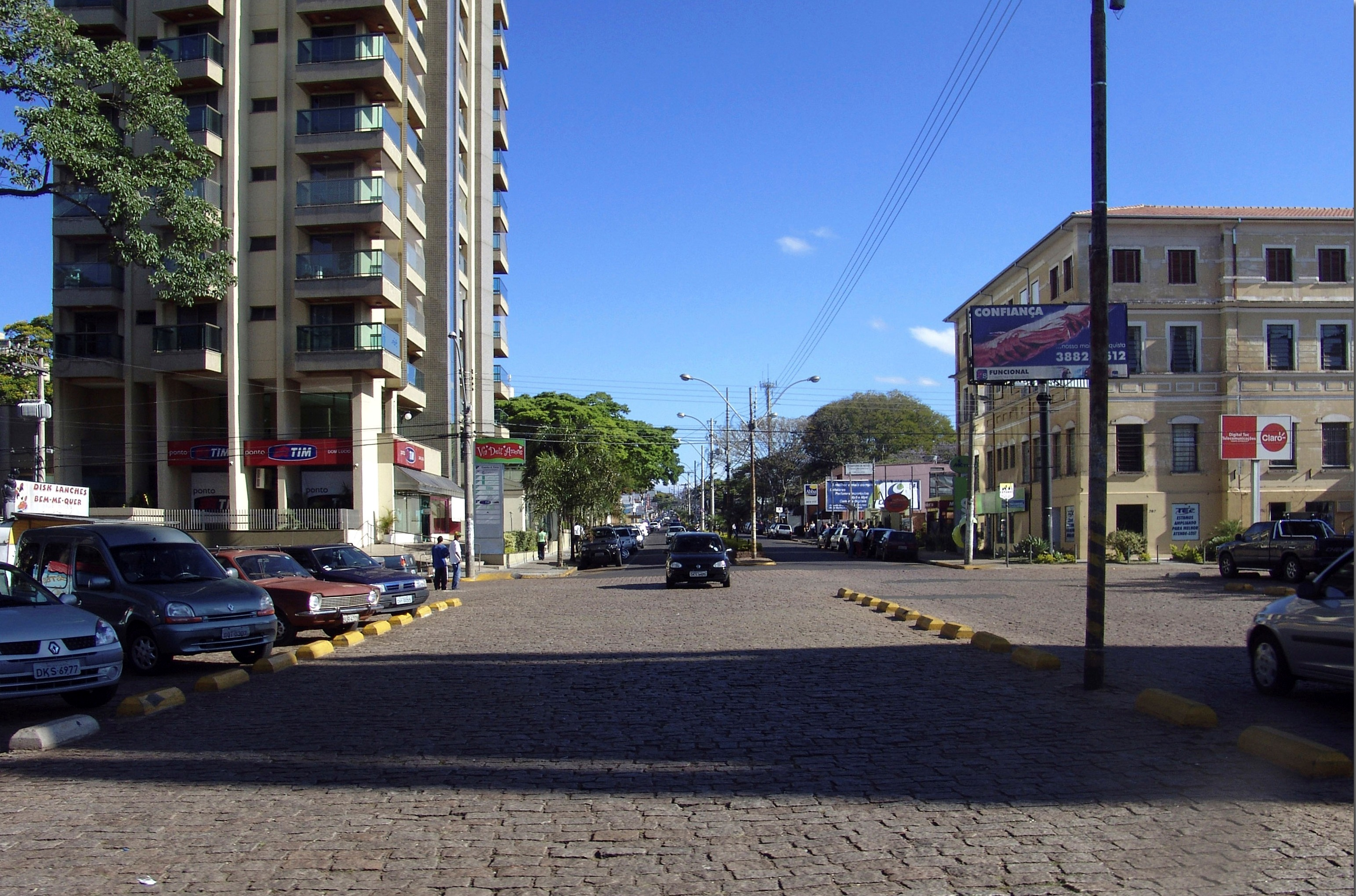

Botucatu este un oraș în São Paulo (SP), Brazilia.